# Pidlyssja
Pidlyssja (ukrainisch Підлисся; russisch Подлесье Podlessje, polnisch Podlesie) ist ein Dorf im Osten der ukrainischen Oblast Lwiw mit etwa 300 Einwohnern (2001).

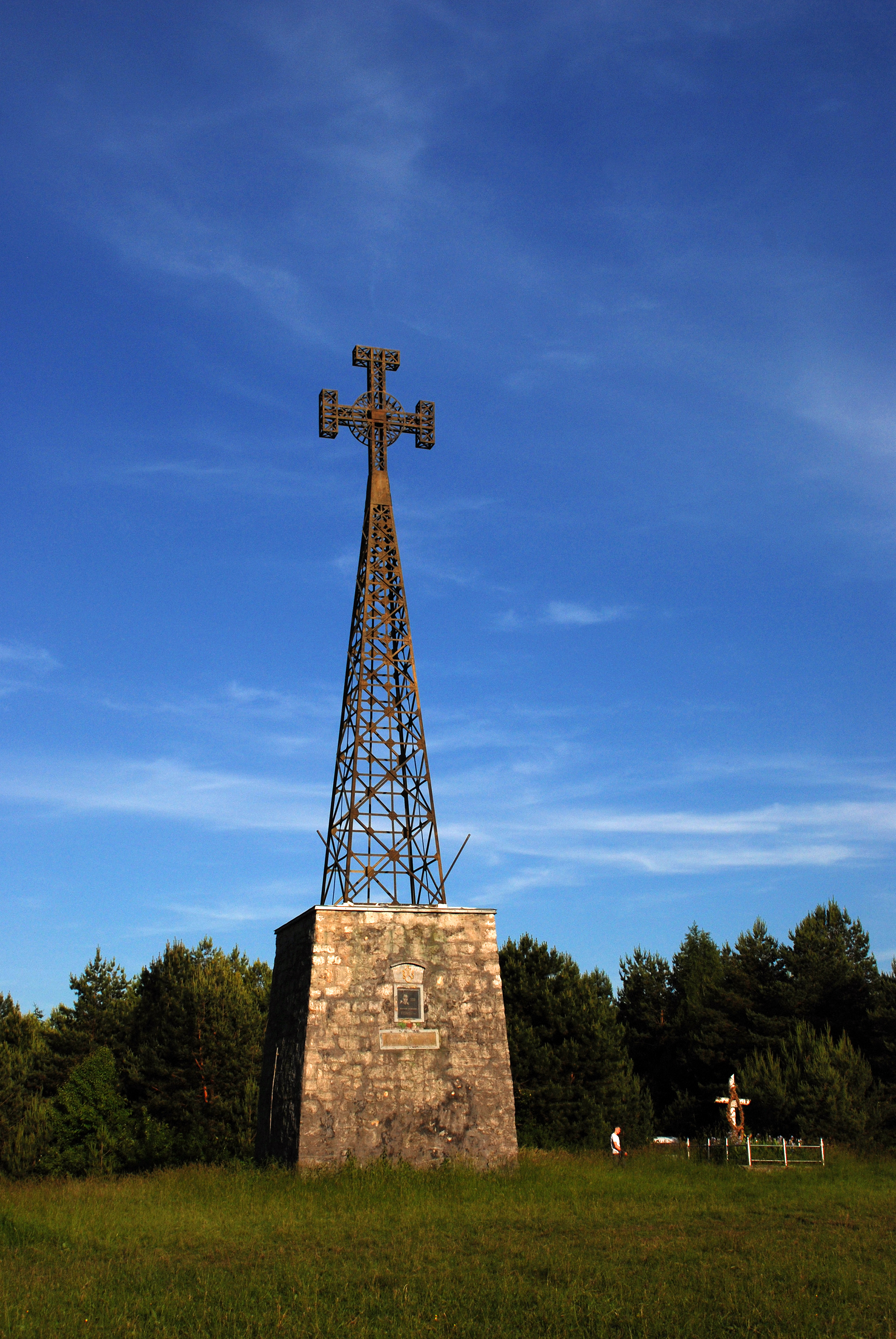
Denkmal für Markijan Schaschkewytsch in Pidlyssja

Das erstmals 1550 schriftlich erwähnte Dorf befindet sich in der historischen Landschaft Galizien. 1811 kam hier Markijan Schaschkewytsch zur Welt, für den 1959 in der örtlichen Dorfbibliothek ein Literatur- und Gedenkmuseum eingerichtet wurde. 1986 wurde das Haus, in dem Schaschkewytsch seine ersten Lebensjahre verbrachte, renovierte und ein Museum eingerichtet. In der Dorfmitte befindet sich zudem die 1735 erbaute Verklärungskirche, eine dreikuppelige Holzkirche, in der Markijan Schaschkewytschs Vater Pfarrer war.

## Geografische Lage
Sie gehört verwaltungstechnisch zur Stadtgemeinde Solotschiw, bis 2020 war die Ortschaft ein Teil der Landratsgemeinde Bilyj Kamin im Norden des Rajon Solotschiw auf einer Höhe von 235 m, 6 km nördlich vom ehemaligen Gemeindezentrum Bilyj Kamin, 17 km nordwestlich vom Rajonzentrum Solotschiw und 70 km östlich vom Oblastzentrum Lwiw. Wenige Kilometer nördlich von Pidlyssja verläuft, beim Dorf Oschydiw im Rajon Busk, die Fernstraße M 06 / E 40.

## Söhne und Töchter der Ortschaft
- Markijan Schaschkewytsch (1811–1843), ukrainischer Schriftsteller, Dichter und Priester der ukrainisch griechisch-katholischen Kirche, der eine bedeutende Rolle in der nationalen Wiederbelebung und der neuen ukrainischen Literatur in Galizien spielte.